# Heinrich Moritz August Nottebohm
Heinrich Moritz August Nottebohm (ur. 18 marca 1813 w Wattenscheid, dziś dzielnicy Bochum, zm. 10 stycznia 1887 w Karlsruhe) – pierwszy architekt miejski i twórca pierwszego planu zagospodarowania przestrzennego Katowic.

## Życiorys
Wykształcony w Berlinie syn zegarmistrza, odbył podróż studialną do Anglii. Zaprojektował na zlecenie Friedricha Wilhelma Grundmanna układ ulic i placów Katowic. Kierował też, jako inspektor budowlany, budową zaprojektowanej przez Richarda Lucae neogotyckiej rezydencji Huberta von Tiele-Winckler w Miechowicach oraz nadzorował budowę kościoła pod wezwaniem Świętego Krzyża, ukończonego w roku 1864. Nadzorował również budowę katowickich kościoła ewangelickiego oraz Mariackiego.
18 lutego 1845 w Erdmanswille (dziś środkowa część ulicy Wolności w centrum Chorzowa, wówczas prywatna osada założona przez przedsiębiorcę Erdmanna Sarganka) zawarł związek małżeński z Jenny Fausack, z którą miał trzy córki i jednego syna. 

## Plan Katowic
Plan Nottebohma, wykonany w 1865, na rok przed oficjalnym nadaniem Katowicom praw miejskich zakładał uzupełnienie istniejącego od pokoleń systemu dróg, które przebiegały przez ówczesną wieś Katowice, łącząc ją z Mysłowicami, Królewską Hutą i Mikołowem. Na głównym skrzyżowaniu tych dróg Nottebohm ulokował miejski Rynek. Z tego punktu poprowadził w kierunku zachodnim kilkusetmetrową ulicę (to dzisiejsza ul. 3 Maja, do 1922 Grundmannstraße, pierwotnie Industriestraße), którą kończył mały park, wokół którego później urządzono plac Wilhelmplatz – dzisiejszy plac Wolności. Z Rynku na wschód zaś biegła szosa prowadząca do Mysłowic, dzisiejsza ul. Warszawska, która miała stać się drugą częścią osi, wokół której miało rozwijać się miasto.
Nottebohm interesował się astrologią i historią antyczną. Mogło to mieć wpływ na to, że w plan Katowic wpisał rodzaj zegara astrologicznego, orientując główne ulice (patrząc z Rynku) w ten sposób, że 24 czerwca słońce zachodzi w osi ulicy Mickiewicza, natomiast w dniach równonocy wiosennej i jesiennej w osi ulicy 3 Maja. Z kolei plan placu Wolności oparł Nottebohm na gwieździe sześcioramiennej. 
Rozwiązania urbanistyczne zastosowane przez Nottebohma istnieją w centrum Katowic do dziś. Na cześć architekta jego nazwiskiem nazwano ulicę Nottebohmstraße – dziś to ulica Krzywa. Jego nazwisko nosił też jeden z szybów kopalni Ferdynand.